# Conchyliologi

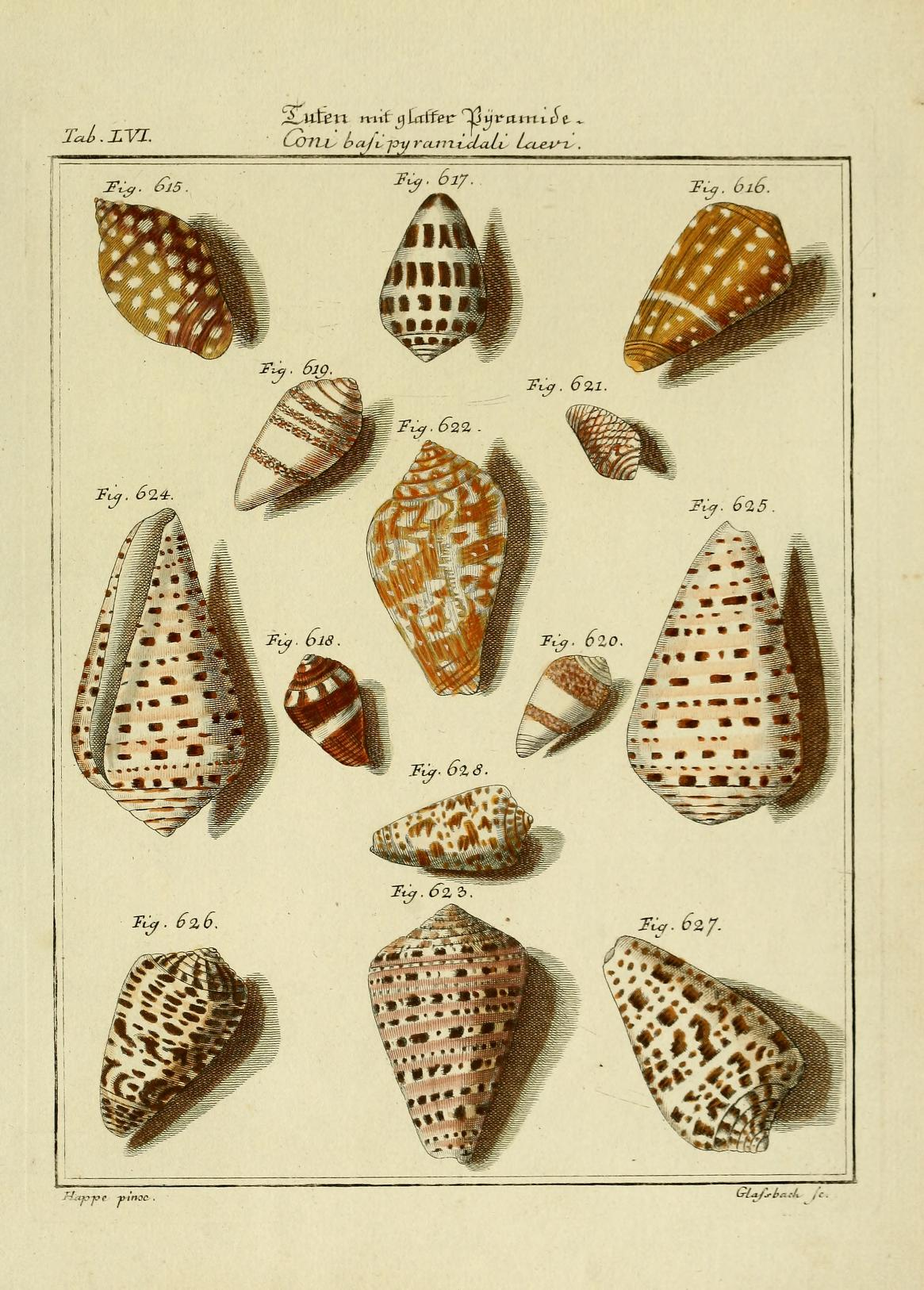
Sida ur Neues systematisches Conchylien-Cabinet med avbildningar av kägelsnäckor.

Conchyliologi, konkyliologi eller bara konkologi (av grekiska konchylion, ’mussla’, och efterledet -logia, ’vetenskap’) är läran om torra specimen från blötdjur, främst skal. Läran om våta specimen av blötdjur kallas malakologi.
Under 1600- och 1700-talet blev det populärt hos furstar och andra ur samhällets övre skikt att bygga upp naturaliesamlingar, och i samband med detta uppstod en särskild gren av vetenskapen för att studera skal från blötdjur och andra närbesläktade djurgrupper som armfotingar och havstulpaner. Denna vetenskap kom att kallas conchyliologi. När man senare under 1800-talet började intressera sig även för djuren i skalen behölls begreppet conchyliologi för skalstudiet medan malakologi kom att beteckna studiet av blötdjuren i sin helhet.
Conchyliologi kom främst att bli ett område för amatörforskare, och på många håll i världen är sällsynta snäckskal ett populärt samlarområde.